# Tarjetas CRC
Las tarjetas CRC (Clase-Responsabilidad-Colaboración) son una herramienta de brainstorming usada como metodología para el diseño de software orientado a objetos, creada por Kent Beck y Ward Cunningham.
La técnica consiste en dibujar una tarjeta por cada clase u objeto, y dividirla en tres zonas:
1. En la parte superior, el nombre de la clase.
2. Debajo, en la parte izquierda, las responsabilidades de dicha clase. Son sus objetivos, a alto nivel.
3. A la derecha de las responsabilidades, los colaboradores, que son otras clases que ayudan a conseguir cumplir a esta con sus responsabilidades.

## Características
- Es una técnica para la representación de sistemas OO, para pensar en objetos.
- Son un puente de comunicación entre diferentes participantes.
- Principales desventajas: lentitud y roces.
- Se recomienda un grupo de trabajo con representantes de las distintas partes.
- Tamaño recomendable de cinco a seis personas: variedad de estilos y no demasiadas divagaciones.
- Recomendación de equipo: 1 o 2 usuarios, 2 analistas, 1 diseñador y 1 moderador.
- Permite ver las clases como algo más que repositorio de datos, sino conocer el comportamiento de cada una en un alto nivel.
- La lluvia de ideas es una buena práctica para sugerir cómo rellenar las tarjetas CRC:

1. Todas las ideas son buenas, no censura.
2. Pensar rápido, la meditación después.
3. Cada miembro debe tener un turno, sin presiones.
4. Aligerar la situación, pausas para los roces.